# Aphidius ervi
Aphidius ervi is een insect dat behoort tot de orde vliesvleugeligen (Hymenoptera) en de familie van de schildwespen (Braconidae). De wetenschappelijke naam van de soort werd voor het eerst geldig gepubliceerd door Alexander Henry Haliday in 1834.
Dit is een parasiet van bladluizen en een natuurlijke vijand van onder meer de erwtebladluis Acyrthosiphon pisum en de aardappeltopluis Macrosiphum euphorbiae. Ze wordt als biologisch bestrijder daarvan commercieel gekweekt en verkocht.